# La noche eterna. Los días no vividos
La noche eterna. Los días no vividos es el séptimo álbum de estudio del grupo español de indie pop rock Love of Lesbian. Es un disco doble conformado por dos discos titulados La noche eterna, que trata como tema central todo lo que se puede hacer durante la noche, y Los días no vividos, que trata sobre todo lo que se deja de hacer como resultado de vivir la noche. Fue publicado el 22 de mayo de 2012 por Warner Music Spain a través del sello Music Bus.
En su primer fin de semana de lanzamiento, La noche eterna. Los días no vividos se convirtió en el primer álbum de Love of Lesbian en llegar al puesto número 1 de los discos más vendidos en España. En marzo de 2014, el disco obtuvo el disco de oro por superar las 20.000 copias vendidas, siendo el segundo disco de oro para la banda.

## Lista de canciones
Todas las letras escritas por Santi Balmes, toda la música compuesta por Love of Lesbian (Balmes, Julián Saldarriaga, Jorgi Ruig, Joan Ramón Planell y Oriol Banet). 
| CD 1: La noche eterna |                                       |          |  |
| N.º                   | Título                                | Duración |  |
| 1.                    | «La noche eterna»                     | 7:59     |  |
| 2.                    | «Los seres únicos»                    | 4:04     |  |
| 3.                    | «Si tú me dices Ben, yo digo Affleck» | 4:36     |  |
| 4.                    | «Nada»                                | 3:59     |  |
| 5.                    | «Belice»                              | 5:06     |  |
| 6.                    | «Pizzigatos»                          | 3:31     |  |
| 7.                    | «667»                                 | 3:39     |  |
| 8.                    | «Cínicamente muertos»                 | 3:52     |  |
| 9.                    | «Orden de desahucio en mi menor»      | 1:23     |  |
| 10.                   | «Oniria e insomnia»                   | 5:07     |  |
| 43:16                 |                                       |          |  |

| CD 2: Los días no vividos |                                    |          |  |
| N.º                       | Título                             | Duración |  |
| 1.                        | «Nadie por las calles»             | 4:47     |  |
| 2.                        | «El hambre invisible»              | 5:08     |  |
| 3.                        | «Wio, antenas y pijamas»           | 3:59     |  |
| 4.                        | «Si salimos de esta»               | 4:20     |  |
| 5.                        | «Tercero segunda»                  | 1:23     |  |
| 6.                        | «Los días no vividos»              | 3:13     |  |
| 7.                        | «Radio Himalaya»                   | 3:16     |  |
| 8.                        | «Los toros en la Wii (Fantástico)» | 6:06     |  |
| 32:12                     |                                    |          |  |

## Créditos
Créditos procedentes del libreto del álbum.
Love of Lesbian
- Santi Balmes - Voz, piano, sintetizador
- Julián Saldarriaga - Guitarra eléctrica, guitarra acústica, sintetizador, secuenciador, percusión, coros
- Oriol Bonet - Batería
- Jordi Roig - Guitarra eléctrica
- Joan Ramón Planell - Bajo

Otros músicos
- Ricky Falkner - Piano, sintetizador, hammond, bajo, guitarras, percusión, coros, grabación, producción
- Santos Berrocal - Percusión, coros, grabación, producción, mezclas (canciones 4 y 11)
- Florenci Ferrer - Piano, sintetizador, hammond, coros, grabación, producción
- Dani Ferrer - Trompa

Personal
- Jordi Mora "Magic" - Mezclas (canciones 1-3, 5-10 y 12-18)
- Álvaro Balañá - Masterizado
- Lyona - Diseño y fotos